# اقتصاد مفتوح
اقتصاد مفتوح هو حالة اقتصادية يتبادل فيها الأفراد والشركات السلع والخدمات مع أشخاص أخرى ن أو/و شركات أخرى في المجتمعات العالمية على نطاق واسع. وهذا يكون على عكس الاقتصاد المغلق أو الاكتفاء الذاتي الذي لا يمكن للتجارة الدولية أن تنفذ فيه.
تسمى عملية بيع السلع والخدمات لدولة أجنبية بالتصدير. أما عملية شراء السلع والخدمات من دول أجنبية فيمسى بالاستيراد. ويطلق على كلا الممصطلحين معاً: الاستيراد والتصدير مصطلح التجارة الدولية.
هناك العديد من المزايا المحققة للأفراد في ظل نظام اقتصادي مفتوح. إحدى هذه المزايا أنه يتوفر للفرد المستهلك نظاق واسع للاختيار من السلع والخدمات المنوعة. كما تتوافر الفرصة للمستهلكين باستثمار ادخاراتهم خارج البلد.
في حالة الاقتصاد المفتوح لا تتساوى إنفاقات الدولة مع مجموع مخرجاتها من السلع والخدمات. حيث تستطيع الدولة الإنفاق بأكثر من إنتاجها من خلال الاقتراض من الخارج، أو تستطيع أن تنفق أقل مما تنتج وتقوم بإقراض الوفر إلى الأجانب.

## النماذج الاقتصادية للاقتصاد المفتوح
النموذج الاقتصادي الأساسي للاقتصاد المفتوح مشابه للنموذج الاقتصاد للاقتصاد المغلق، بخلاف إضافة مصطلحين جديدين وهما الاستيراد والتصدير:
Y = Cd + Id + Gd + EX
Y = C + D + G + (EX-IM
حيث:
Y: الناتج المحلي الإجمالي/الدخل القومي
Cd: استهلاك الفرد للسلع والخدمات المحلية.
Id: الاستثمار في السلع والخدمات المحلية.
Gd: الإنفاق الحكومي على السلع والخدمات المحلية. (EX − IM): صافي الصادرات